# Erminio Sipari
Erminio Sipari, né le 1er décembre 1879 à Alvito et mort le 28 janvier 1968 à Rome, est un naturaliste et un homme politique italien.
Il est l'auteur d'études sur la conservation de la nature et le fondateur du parc national des Abruzzes, qu'il préside de 1922 à 1933.

## Biographie
Dernier de six enfants, Erminio Sipari est née à Alvito, dans le Latium. Sa famille, bien connue dans le Mezzogiorno, avait de nombreuses propriétés dans la Terra di Lavoro, les Abruzzes et les Pouilles. Carmelo, son père, était le frère de Luisa Sipari, mère de Benedetto Croce; Cristina Cappelli, sa mère, venait d'une famille noble.
Erminio étudié à Rome et est diplômé en génie civil à Turin ; puis s'est spécialisé en génie électrique à Liège. De retour en Italie en 1905, il a ouvert un cabinet d'ingénierie, basé à Rome et Pescasseroli.
En 1913, quand il a été élu au parlement du royaume d'Italie, il a réalisé le danger d'extinction des espèces importantes, telles que le chamois des Abruzzes et le ours brun marsicain. Depuis, il a proposé la création d'un parc dans l'Apennin central. En 1921, il a été nommé Secrétaire d'État adjoint de la Marina. Dans la même année, il fonde le "Ente autonomo du Parc National des Abruzzes", qui a loué 5 kilomètres carrés de terres à être protégées sur le territoire de la commune d'Opi. En septembre 1922, il a inauguré le parc, dans une cérémonie publique qui s'est tenue à Pescasseroli. Quelques mois plus tard, en janvier 1923, le parc est reconnu par la loi. Durant sa présidence, Sipari soutient que le Parc national des Abruzzes doit protéger la faune et la flore, mais aussi permettre la naissance du tourisme. Il a été capable de créer et gérer un parc basé sur le développement durable.
Il a écrit de nombreux articles sur la naissance du Parc national des Abruzzes et un rapport complet, appelé Relazione Sipari (1926), qui est considéré comme le principal travail sur la conservation de la nature en Italie de la première moitié du XXe siècle.